# Békéssámson
Békéssámson è un comune dell'Ungheria di 2 627 abitanti (dati 2001). È situato nella contea di Békés.